# Jacobus de Kerle
Jacobus de Kerle (vlám. Jakob van Kerle * 1531 nebo 1532 v Yprách – 7. ledna 1591 v Praze) byl franko-vlámský hudební skladatel.

## Životopis
Od roku 1555 žil v italském Orvietu, kde působil jako chrámový skladatel. Po roce 1562 během tridentského koncilu působil ve službách augšpurského arcibiskupa v Římě, v letech 1565–1567 v rodných Yprách, a poté jako regenschori augsburské katedrály. Roku 1575 přesídlil do Benediktinského kláštera v Kemptenu.
Ve funkci kantora v Cambrai se Jacobus de Kerle roku 1579 ještě jednou vrátil do Flander, avšak již o tři roky později se stěhuje jako sbormistr do Kolína nad Rýnem a ještě téhož roku přebírá svůj poslední úřad v Praze.

## Dílo
Jeho známé dílo zahrnuje osm sbírek motet a nešpor a také jeden svazek mší. Zřejmě to byla jeho nekomplikovaná, lyrická tvorba v Palestrinovském stylu, která přesvědčila otce Tridentského koncilu, aby se rozhodli pro zachování polyfonní hudby v chrámu. Tato domnělá záchrana vícehlasé katolické chrámové hudby byla dosud připisována především Palestrinovi, resp. jeho Missa Papae Marcelli, avšak stalo se tak spíše díky Preces speciales Jacoba de Kerle.